# Шведские финны
Шведские финны (швед. sverigefinnar, фин. ruotsinsuomalaiset) — финны, проживающие на территории Швеции.
В апреле 2000 года шведское государство признало финский язык официальным языком меньшинства, а шведских финнов — официальным национальным меньшинством.
На 31 января 2008 года в Швеции проживало 675 тысяч финноязычных граждан. На 2014 год 52 шведские коммуны обеспечивают своим финноязычным жителям дошкольное воспитание, а также уход за престарелыми на финском языке. На эти цели коммунам выделяется финансовая поддержка от государства.
Город Лулео в северной части Ботнического залива, где проживает более 10 тысяч финнов, получил в начале 2013 года статус административного финноязычного региона, а радиостанция на финском языке, являющаяся частью общественной телерадиокомпании SVT — шведского аналога Yle, — запустила кампанию «Våga finska!», то есть «Решись говорить по-фински!».
День финнов в Швеции празднуется 24 февраля с 2011 года.